# إيدا ماي ديفيس
إيدا ماي ديفيس (22 فبراير 1957-)، كاتِبة أمريكية. كانت عضو في رابطة الكتاب الغربيين [الإنجليزية] التي تأسست عام 1886 وشغلت منصب سكرتيرة للرابطة.